# Jedermannstraße 11
Jedermannstraße 11 ist eine 26-teilige Familienserie, die in zwei Staffeln seit 1962 in den Regionalprogrammen der ARD ausgestrahlt wurde. Produziert wurde sie von der Chamier-Film Berlin im Auftrag der Berliner Werbefunk GmbH.

## Inhalt
Der ehemalige Seemann Hermann „Hermännchen“ Jeschke lebt mit seiner Frau Tinchen in einem Mietshaus in der fiktiven Berliner Jedermannstraße 11. Dort hat er den Posten des Hausmeisters inne, muss sich aber nicht nur um die Instandhaltung des Hauses kümmern, sondern sich auch der Sorgen und Nöte der Hausbewohner annehmen, für die er immer ein offenes Ohr und entsprechende Ratschläge parat hat. Diese beginnt er regelmäßig mit dem Satz: „Wie sagte unser Admiral immer? Jungs, sagte er...“

## Sonstiges
Die erste Staffel bestand aus acht Folgen und lief von November 1962 bis März 1963. Die zweite Staffel mit 18 Folgen wurde von Januar bis September 1965 gezeigt. Die Serie wurde in unterschiedlichen Abständen ausgestrahlt, überwiegend wöchentlich oder 14-täglich. Sie orientierte sich an der britischen Serie Coronation Street, die seit 1960 läuft, und war inhaltlich wiederum ein Vorläufer der von 1985 bis 2020 produzierten Lindenstraße.
Viele bekannte, vornehmlich Berliner Schauspieler waren in Episodenrollen zu sehen, so Erich Fiedler, Klaus Dahlen, Inge Landgut, Gisela Fackeldey, Walter Gross, Karl John, Gudrun Genest, Ute Boy, Friedrich Schoenfelder, Evelyn Gressmann, Inge Prothmann, Christian Böttcher, Christa Oenicke, Charlotte Kolle, Walter Ladengast, Frank Glaubrecht, Henning Schlüter, Herbert Weißbach, Joachim Kemmer, Lu Säuberlich, Dorothea Wieck, Grit Boettcher, Elsa Wagner, Gerd Vespermann, Kurd Pieritz, Sigurd Lohde, Mathias Einert, Michaela Heine, Rolf Bogus, Jochen Krause, Ulli Lommel oder Heinz Holl. Egon Vogel war der Briefträger, diese Rolle übernahm er auch ab 1970 in der Serie Drüben bei Lehmanns.
Als Drehort für das vierstöckige Mietshaus diente das Haus Leonhardtstraße 6 im Berliner Ortsteil Charlottenburg. Weitere Drehorte waren unter anderem der Flughafen Tempelhof, der Breitscheidplatz, der Bahnhof Zoo und der Lietzensee.
In der Reihe „Die schönsten TV-Klassiker“ ist die Serie auf DVD erschienen.